# Espai Lluís Companys
L'Espai Lluís Companys és un centre d'interpretació del Tarròs (municipi de Tornabous) sobre la figura de Lluís Companys i Jover, president de la Generalitat de Catalunya entre 1934 i 1940, afusellat pel franquisme.  A l'Espai Lluís Companys es mostra, es preserva i es difon el patrimoni documental, gràfic, audiovisual i sentimental lligat al president
Les obres del centre es van iniciar el 2010, mentre que la seva inauguració va tenir lloc el 2014, inicialment amb el nom de Centre d'Interpretació Lluís Companys. Finalment el 2020 se li canvia el nom a l'actual d'Espai Lluís Companys. El mateix any, la Generalitat de Catalunya, la Diputació de Lleida, el Consell Comarcal de l'Urgell i l'Ajuntament de Tornabous firmen un conveni de col·laboració per al seu funcionament.
Al costat de l'Espai Lluís Companys hi ha el monument a Lluís Companys inaugurat l'any 1979, obra de l'artista targarí Antoni Boleda.